# Sociedade Esportiva Primeiro de Maio
A Sociedade Esportiva Primeiro de Maio, também conhecida como Primeiro de Maio, é um clube amador de futebol da cidade de Ponte Nova, no estado de Minas Gerais. Fundado em 6 de julho de 1918, é um dos clubes mais tradicionais do futebol municipal da região da Zona da Mata Mineira. É conhecido por ter sido o primeiro clube da carreira de Reinaldo, amplamente considerado o maior jogador da história do Clube Atlético Mineiro.
A equipe é conhecida pelo apelido Macuco, em referência ao pássaro típico da fauna brasileira que aparece em seu escudo. Suas cores oficiais são o preto e o branco, utilizadas tradicionalmente em listras verticais.

## História
A fundação do clube em 1918, sob o nome de 1º de Maio Foot-Ball Club, foi liderada pelos irmãos Geraldino e Juventino Domenici. A ata de fundação registra a participação de diversos membros da colônia italiana de Ponte Nova, incluindo as famílias Bettino, Bonfatti, Dinelli, Delucca, Iacommini, Parentoni, Travisani, Garavini, Garbazza, Piazza, Padovani, Trivellatto, Carboni, Zambonni e Zanvianni.
O primeiro estatuto foi redigido em 1935, consolidando o nome atual de Sociedade Esportiva Primeiro de Maio. O clube sempre teve perfil popular e de inclusão, em oposição a clubes mais elitizados da época.
Um marco na história social do clube foi a inauguração de sua Sede Campestre em 30 de setembro de 1979. A cerimônia contou com a presença do então prefeito Antônio Bartolomeu e do deputado estadual Domingos Lanna. O projeto foi viabilizado pela diretoria do clube, sob a presidência de Baltazar Chaves de Resende, após a aquisição de um empreendimento imobiliário anterior, o Náutico Country Club.
Além de revelar o ídolo atleticano Reinaldo, as categorias de base do clube também formaram outros talentos, como o jogador Zé Alberto, que em 1989 sagrou-se bicampeão carioca pela categoria mirim do Flamengo.
A associação foi oficialmente registrada como entidade civil sem fins lucrativos em 1969. Desde então, participou de diversas competições municipais e regionais, com destaque para os anos 2016, 2017 e 2023, quando conquistou títulos expressivos.

## Estádio
A equipe manda seus jogos no Estádio Dr. Otávio Soares, popularmente conhecido como Arena Macuca, em Ponte Nova. A capacidade é estimada em cerca de 1.000 torcedores.

## Uniforme
O uniforme tradicional do clube é listrado em preto e branco, com calções brancos e meias pretas. O segundo uniforme costuma ser branco com detalhes pretos.

## Títulos

### Oficiais
- Campeonato Municipal de Ponte Nova: 3 vezes
  - Campeão: 1989, 2016, 2017[10][11]

- Supercopa dos Inconfidentes: 2 vezes
  - Campeão: 2016, 2017[12]

- Copa Ponte Nova: 1 vez
  - Campeão: 2023[9]
- Campeonato Municipal de Ponte Nova (Amador): 2 vezes  
  - Campeão: 1966, 1981[13][14]
- Campeonato Municipal de Ponte Nova (Mirim): 1 vez
  - Campeão: 1986[15]

## Elenco
Como clube amador, o Primeiro de Maio possui elenco composto por jogadores locais e ex-profissionais da região. Em 2023, o elenco campeão contou com nomes como:
- Leandro Ferreira (ex-América-MG)[16]
- Kelvin
- Bruno Guerreiro
- Técnico: Dominguinhos Reis

## Rivalidades
O principal rival do Primeiro de Maio é o Pontenovense Futebol Clube, com quem disputa o tradicional Clássico de Ponte Nova. Os confrontos costumam acontecer em finais municipais e reúnem grande público na cidade.

## Mascote e símbolos
O clube é representado pelo macuco, uma ave típica da mata atlântica brasileira. O símbolo remete às raízes populares do clube. Sua torcida é apelidada de Macucada.

## Relevância social
Além do futebol, o clube também é reconhecido por sua atuação comunitária, promovendo eventos sociais e esportivos para a população de Ponte Nova.
A Sede Campestre do clube, inaugurada em 1979, possui uma estrutura com piscinas, quadras poliesportivas e campos de futebol, tornando-se um ponto de referência para esporte e lazer na região.
As instalações do clube, como o estádio e a quadra, são frequentemente utilizadas como sede para projetos sociais importantes na cidade. Um exemplo é o Projeto +Esporte, uma iniciativa da Associação Movimenta Brasil em parceria com a Prefeitura Municipal e com patrocínio da empresa Bartofil, via Lei Federal de Incentivo ao Esporte. O projeto oferece aulas gratuitas de diversas modalidades, como futsal, handebol, basquete e vôlei, para centenas de crianças e adolescentes da comunidade.